# ريتشارد برنارد
ريتشارد برنارد (7 ديسمبر 1938 في المملكة المتحدة - 23 فبراير 1998) (بالإنجليزية: Richard Bernard)‏ هو لاعب كريكت بريطاني. لعب مع نادي مقاطعة غلوستر للكريكت ‏.

## وصلات خارجية
- ريتشارد برنارد على موقع إي آس بي آن كريك إنفو (الإنجليزية)